# Бомон-сюр-Лез
Бомо́н-сюр-Лез (фр. Beaumont-sur-Lèze, окс. Bèumont de Lesat) — коммуна во Франции, находится в регионе Юг — Пиренеи. Департамент — Верхняя Гаронна. Входит в состав кантона Отрив. Округ коммуны — Мюре.
Код INSEE коммуны — 31052.

## География
Коммуна расположена приблизительно в 620 км к югу от Парижа, в 26 км к югу от Тулузы.
По территории коммуны протекает река Лез.

## Климат
Климат умеренно-океанический. Зима мягкая и снежная, весна характеризуется сильными дождями и грозами, лето сухое и жаркое, осень солнечная. Преобладают сильные юго-восточные и северо-западные ветры.

## Население
Население коммуны на 2010 год составляло 1523 человека.
| 1962 | 1968 | 1975 | 1982 | 1990 | 1999 | 2010 |
| ---- | ---- | ---- | ---- | ---- | ---- | ---- |
| 796  | 833  | 907  | 1105 | 1239 | 1414 | 1523 |

## Администрация
| Период | Период | Фамилия        | Партия                  | Примечания |
| ------ | ------ | -------------- | ----------------------- | ---------- |
| 1989   | 2014   | Рене Дельпеш   | Социалистическая партия |            |
| 2014   | 2020   | Паскаль Бейони |                         |            |

## Экономика
В 2010 году среди 998 человек трудоспособного возраста (15—64 лет) 748 были экономически активными, 250 — неактивными (показатель активности — 74,9 %, в 1999 году было 71,4 %). Из 748 активных жителей работали 693 (374 мужчины и 319 женщин), безработных было 55 (18 мужчин и 37 женщин). Среди 250 неактивных 95 человек были учениками или студентами, 83 — пенсионерами, 72 были неактивными по другим причинам.

## Достопримечательности
- Замок Виньоль (XVI век). Исторический памятник с 1994 года[4]

## Фотогалерея

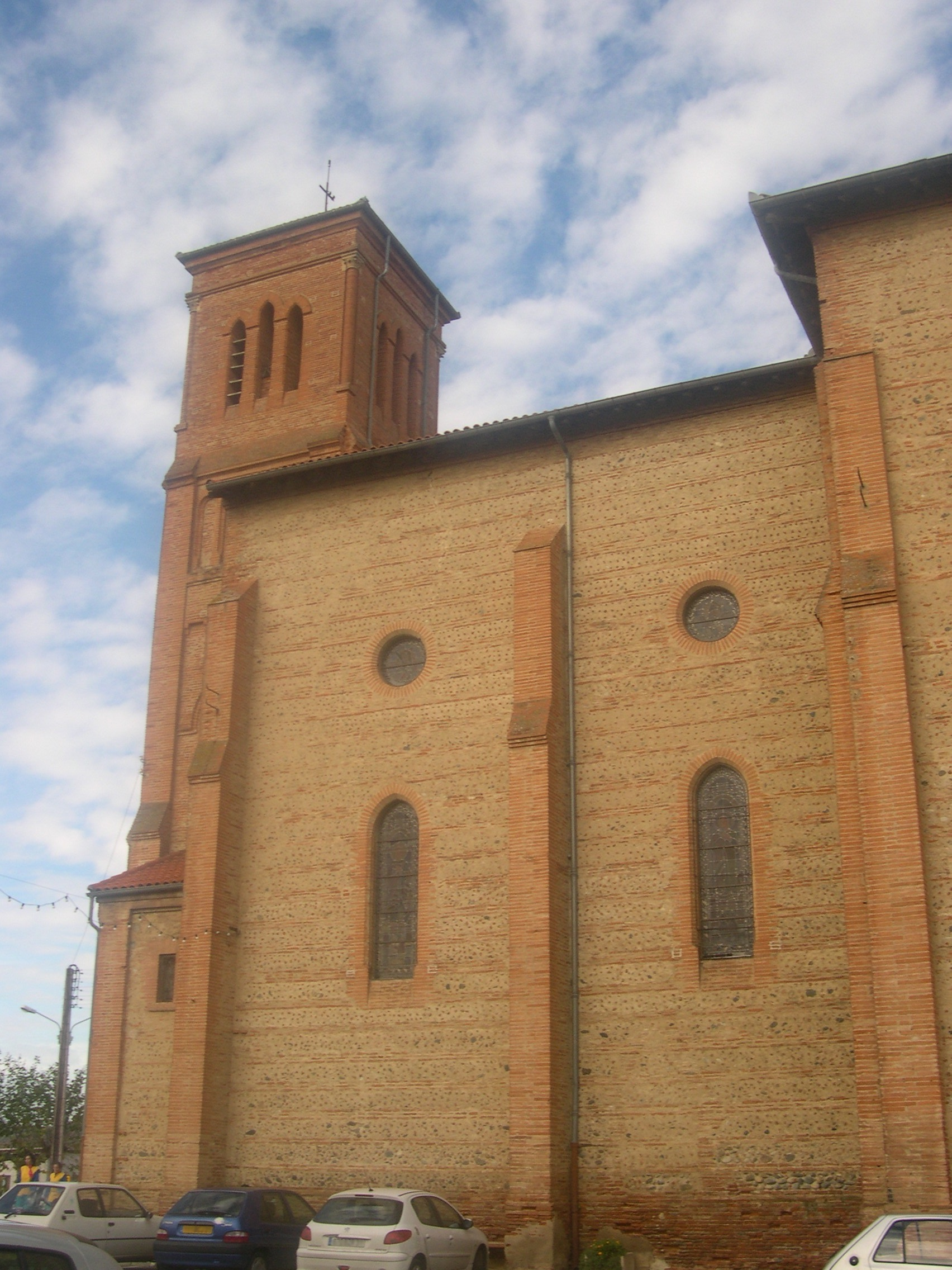
Церковь
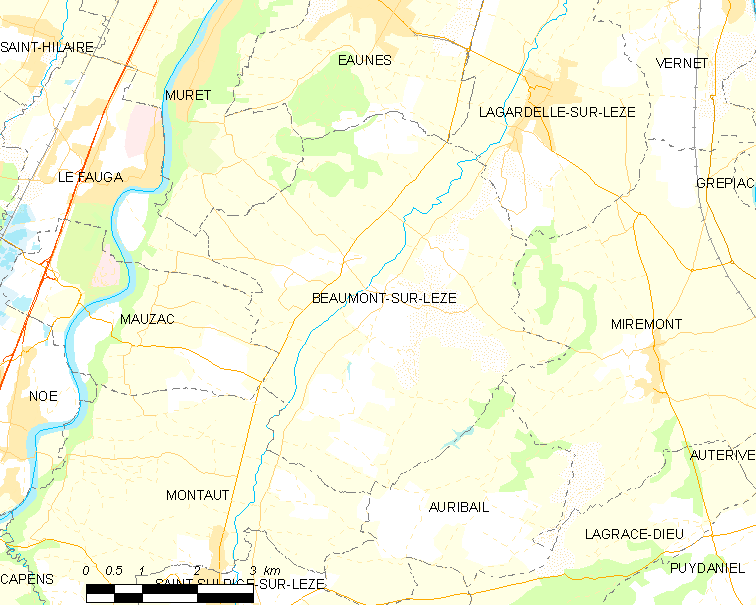
Карта коммуны